# هواردزویل (کلرادو)
هواردزویل (به انگلیسی: Howardsville) یک منطقهٔ مسکونی در ایالات متحده آمریکا است که در شهرستان سن خوان، کلرادو واقع شده است. هواردزویل ۲٬۹۷۰٫۹۲ متر بالاتر از سطح دریا واقع شده است.